# Asthenes sclateri
Az Asthenes sclateri a madarak (Aves) osztályának verébalakúak (Passeriformes) rendjébe és a fazekasmadár-félék (Furnariidae) családjába tartozó faj.

## Rendszerezése
A fajt Jean Cabanis német ornitológus írta le 1878-ban, Synallaxis nembe Synallaxis Sclateri néven. Egyes szervezetek a Siptornoides nembe sorolják Siptornoides sclateri néven, az áthelyezés még nem terjedt el igazán.

## Alfajai
- Asthenes sclateri brunnescens Nores & Yzurieta, 1983
- Asthenes sclateri cuchacanchae (Chapman, 1921)
- Asthenes sclateri lilloi (Oustalet, 1904)
- Asthenes sclateri punensis (Berlepsch & Stolzmann, 1901)
- Asthenes sclateri sclateri (Cabanis, 1878)[1]

## Előfordulása
Dél-Amerikában, az Andokban, Argentína, Bolívia és Peru területen honos.

## Megjelenése
Testhossza 18 centiméter, testtömege 19–27 gramm.

## Életmódja
Ízeltlábúakkal táplálkozik.

## Természetvédelmi helyzete
A Természetvédelmi Világszövetség Vörös listáján nem szerepel.